# 鍾音鴻
鍾音鴻，字子賓，江西興國人，清朝政治人物，翰林。

## 生平
道光十八年（1838年），鍾音鴻考中戊戌科進士，殿試位列第二甲第五名，選庶吉士，散館授翰林院編修。官至湖南辰沅永靖道。曾與魏瀛、鲁琪光修撰同治《赣州府志》，共七十八卷。目前故居、墓猶存。

## 外部連結
- 鍾音鴻[永久] 興國縣人民政府